# Daiso
Loja da Daiso em Richmond no Canadá
A Daiso Industries Co. Ltd. (株式会社大創産業, Daisô Kabushiki Gaisha), mais conhecida como Daiso Japan ou Daiso, é uma empresa multinacional do Japão considerada a maior administradora de 100-yen shops ou lojas de 1,99 do mundo. Foi fundada em 1972 por Hirotake Yano como Yano Shoten Ltd

## Atuação mundial
A Daiso possui aproximadamente 4.200 lojas em 28 países, sendo 2.400 no Japão.
A Daiso possui mais de 70.000 mil itens em seu portifólio entre itens de produtos para casa, cozinha, uso pessoal e animais para estimação e cada loja adquire seus produtos através de um catálogo online mundial da rede, cujos itens são produzidos na China, Coreia do Sul, Vietnã, Tailândia e Turquia. Em 2007, após problemas na produção com seus fornecedores, a empresa construiu na Tailândia a maior fábrica de produtos plásticos do mundo. Atualmente a empresa é um dos maiores grupos de varejo do mundo, com mais de 5.500 lojas, em 28 países, e um mix total de mais de 70 mil itens.

## A Daiso no Brasil
A Daiso Japan Brasil é subsidiária da Daiso Kabushiki Kaisha. De acordo com a empresa, o Brasil foi um dos últimos países em que a Daiso iniciou suas atividades; isto ocorreu em 2012, bem no coração da cidade de São Paulo, iniciando seu projeto com a inauguração de sua primeira unidade, na Rua Direita, e com um modesto centro de distribuição em Riacho Grande, distrito do município de São Bernardo do Campo. A entrada no Brasil foi pioneira, e teve em vista alcançar o mercado da América Latina. Tendo em 2021 cerca de 40 lojas em todo o Brasil, estas se juntam às mais de 4.000 lojas da rede Daiso.
Em 17 de agosto de 2021 a Daiso Japan inaugurou a sua mais recente loja, escolhendo a cidade de Petrópolis, para entrar no mercado da Região Serrana do estado do Rio de Janeiro. Tal emprrendimento visa consolidar a expansão da rede iniciada pelo interior do estado de São Paulo, alcançando posteriormente Paraná, Brasília, e Rio de Janeiro